# Bourreria quirosii
Bourreria quirosii är en strävbladig växtart som beskrevs av Standley. Bourreria quirosii ingår i släktet Bourreria och familjen strävbladiga växter. Inga underarter finns listade i Catalogue of Life.